# Empis nigricolor
Empis nigricolor är en tvåvingeart som beskrevs av Collin 1933. Empis nigricolor ingår i släktet Empis och familjen dansflugor. Inga underarter finns listade i Catalogue of Life.